# 35A busz (Debrecen)
A debreceni 35A jelzésű autóbusz a Nagyállomás és a Felsőjózsai utca között közlekedett. A járat valójában megmaradt, csak mivel a 35-ös buszt lerövidítették a Segner térig azonossá vált útvonaluk, így megszüntették az A jelzést.

## Járművek
A viszonylaton Alfa Cívis 18 típusú csuklós buszok közlekedtek.

## Egykori útvonala
| Segner tér– Felsőjózsai utca:                                                                | Felsőjózsai utca– Segner tér:                                                                                            |
| -------------------------------------------------------------------------------------------- | --- |
| - Segner tér - Pesti utca - Böszörményi út - 35-ös út - Sillye Gábor utca - Felsőjózsai utca | - Felsőjózsa - Gönczy Pál utca - Szentgyörgyfalvi út - Harmat utca - 35-ös út - Böszörményi út - Pesti utca - Segner tér |

## Egykori megállóhelyek
A táblázat az utolsó üzemnap adatait tartalmazza.
| 35A Felsőjózsai utca felé |                                |                                                                                                   |
| menetidő                  | megállóhely neve               | átszállási kapcsolatok                                                                            |
| 0                         | Segner tér                     | 10, 10A, 10Y, 25, 25Y, 32, 34, 35Y, 36, 42, 42Y 45, 45H 46,46Y, 46E 2, 2A, 3, 3A, 4               |
| 2                         | Pesti utca                     | 22, 34, 34A, 35, 35Y, 351, 36, 36A                                                                |
| 4                         | Alföldi Nyomda                 | 22, 34, 34A, 35, 35Y, 351, 36, 36A                                                                |
| 5                         | Tőzoltóság                     | 22, 34, 34A, 35, 35Y, 351, 36, 36A                                                                |
| 7                         | Füredi út                      | 22, 34, 34A, 35, 35Y, 351, 36, 36A                                                                |
| 8                         | Kertváros                      | 22, 34, 34A, 35, 35Y, 351, 36, 36A                                                                |
| 10                        | Agrártudományi Centrum         | 22, 34, 34A, 35, 35Y, 351, 36, 36A                                                                |
| 12                        | Békessy Béla utca              | 34, 34A, 35, 35Y, 351, 36, 36A                                                                    |
| 13                        | Árpád Vezér Általános Iskola   | 34, 34A, 35, 35Y, 351, 36, 36A, 36Y                                                               |
| 14                        | Branyiszkó utca                | 34, 34A, 35, 35Y, 351, 36, 36A, 36Y                                                               |
| 15                        | Lóverseny utca                 | 34, 34A, 35, 35Y, 351, 36, 36A, 36Y                                                               |
| 16                        | Hangyás utca                   | 34, 34A, 35, 35Y, 351, 36, 36A, 36Y                                                               |
| 18                        | Agrárgazdaság                  | 34, 34A, 35, 35Y, 351, 36, 36A, 36Y                                                               |
| 19                        | Harstein kertek                | 34, 34A, 35, 35Y, 351, 36, 36A, 36Y                                                               |
| 20                        | 35-ös út                       | 34, 34A, 35, 35Y, 351, 36, 36A, 36Y                                                               |
| 22                        | Harmat utca (Deák Ferenc utca) | 35                                                                                                |
| 23                        | Sillye Gábor utca              | 35                                                                                                |
| 24                        | Barátság utca                  | 35                                                                                                |
| 25                        | Felsőjózsai utca               | 35                                                                                                |
| 35A Segner tér felé       |                                |                                                                                                   |
| menetidő                  | megállóhely neve               | átszállási kapcsolatok                                                                            |
| 0                         | Felsőjózsai utca               | 35                                                                                                |
| q                         | Pál utca                       | 35                                                                                                |
| 3                         | Gönczy Pál Általános Iskola    | 35                                                                                                |
| 5                         | Rózsás Csárda                  | 34, 34A, 35, 35E, 36, 36E, 36A, 36Y                                                               |
| 7                         | Szirom utca                    | 35A                                                                                               |
| 9                         | 35-ös út                       | 34, 34A, 35, 35Y, 351, 36, 36A, 36Y                                                               |
| 10                        | Harstein kertek                | 34, 34A, 35, 35Y, 351, 36, 36A, 36Y                                                               |
| 11                        | Agrárgazdaság                  | 34, 34A, 35, 35Y, 351, 36, 36A, 36Y                                                               |
| 13                        | Hangyás utca                   | 34, 34A, 35, 35Y, 351, 36, 36A, 36Y                                                               |
| 14                        | Úrrétje utca                   | 34, 34A, 35, 35Y, 351, 36, 36A, 36Y                                                               |
| 15                        | Branyiszkó utca                | 34, 34A, 35, 35Y, 351, 36, 36A, 36Y                                                               |
| 17                        | Árpád Vezér Általános Iskola   | 34, 34A, 35E, 35, 35Y, 351, 36, 36A, 36E                                                          |
| 19                        | Békessy Béla utca              | 24, 24Y, 34, 34A, 35, 35Y, 351, 36, 36A                                                           |
| 20                        | Agrártudományi Centrum         | 24, 34, 34A, 35, 35E, 35Y, 351, 36, 36A, 36E                                                      |
| 22                        | Kertváros                      | 24, 34, 34A, 35, 35Y, 351, 36, 36A                                                                |
| 24                        | Füredi út                      | 24, 34, 34A, 35E, 35, 35Y, 351, 36, 36A, 36E                                                      |
| 25                        | Tőzoltóság                     | 24, 34, 34A, 35, 35Y, 351, 36, 36A                                                                |
| 27                        | Pesti utca                     | 24, 34, 34A, 35, 35E, 35Y, 351, 36, 36A, 36E                                                      |
| 29                        | Segner tér                     | 10, 10A, 10Y, 24, 25, 25Y, 32, 34, 35E, 35Y, 36, 35E, 42, 42Y 45, 45H 46,46Y, 46E 2, 2A, 3, 3A, 4 |